# Rute
Rute – gmina w Hiszpanii, w prowincji Kordoba, w Andaluzji, o powierzchni 132,4 km². W 2011 roku gmina liczyła 10 601 mieszkańców.